# Recolección de setas

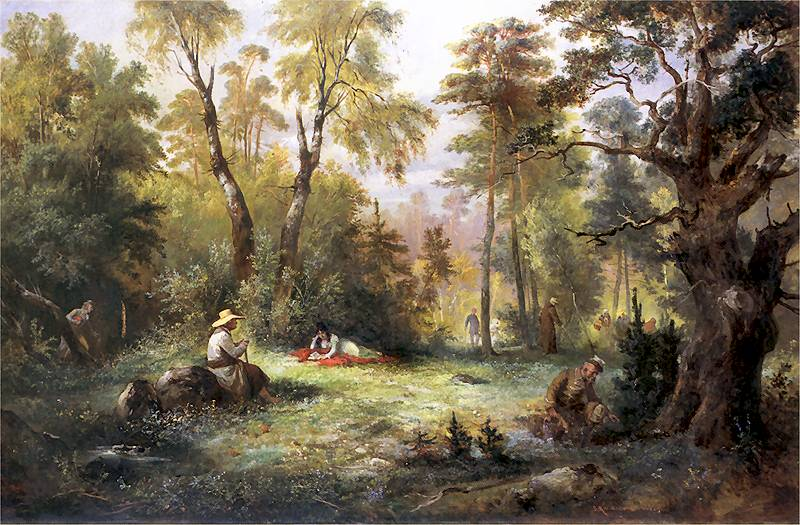
Recolección de hongos - Franciszek Kostrzewski

Recolección de setas, recogida de setas, búsqueda de setas y términos similares describen la actividad de recolectar setas en la naturaleza, por lo general para su consumo. Esta actividad es muy popular en casi toda Europa, incluyendo a los países nórdicos, bálticos, eslavos y de la cuenca del Mediterráneo,[cita requerida] y en Australia, Japón, Corea, Canadá, zona centro sur y sur de Chile y Estados Unidos (en el noroeste, el medio oeste y los Apalaches).

#### Identificación de hongos

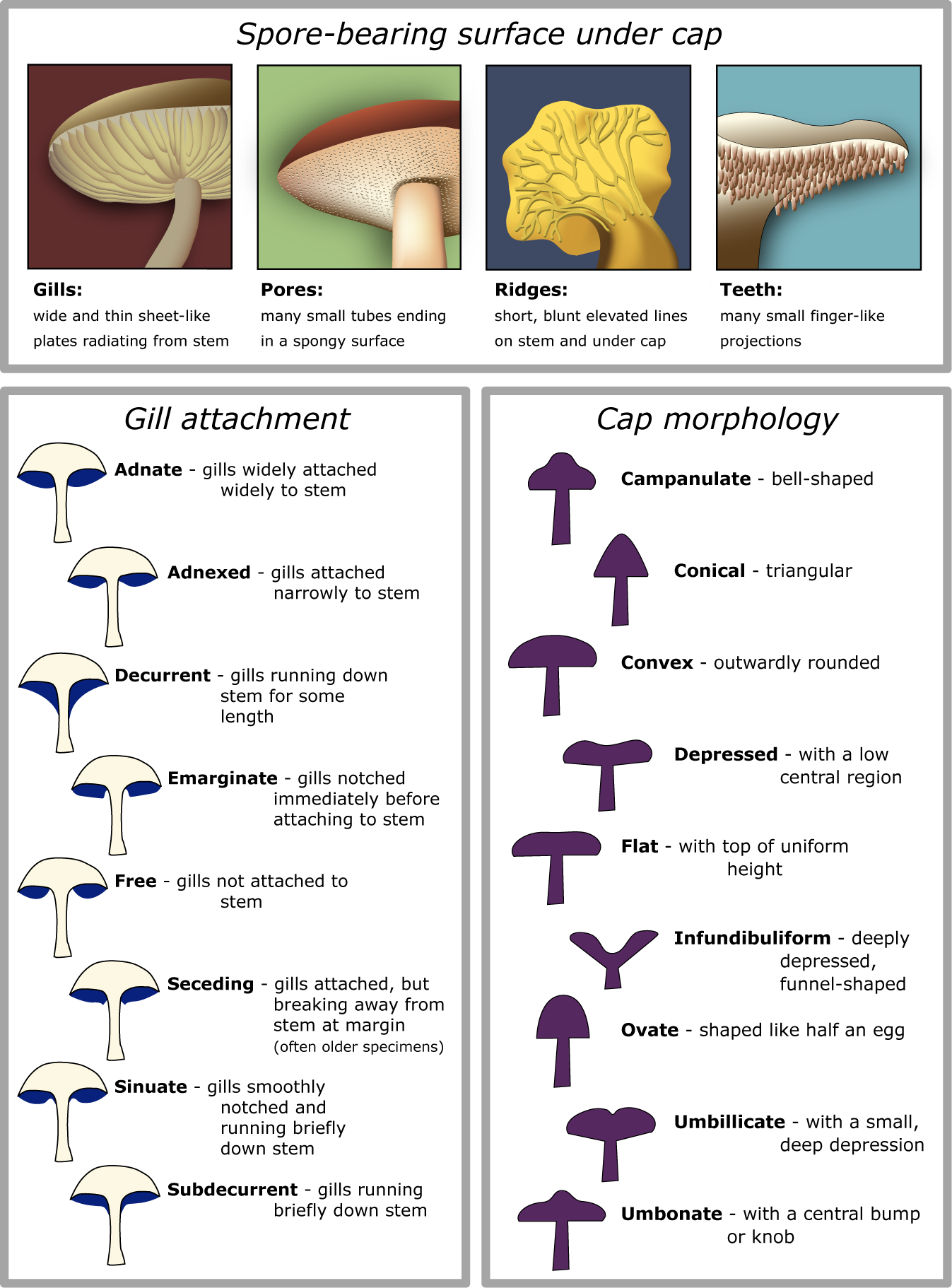
Los rasgos morfológicos de los sombrerillos de los hongos, tales como los ilustrados en la tabla anterior, son esenciales para la identificación correcta de hongos.

Un gran número de especies comestibles son buscadas por recolectores. La seta calabaza es un manjar popular. El Políporo azufrado (Laetiporus sulphureus) es frecuentemente recolectado gracias a su proliferación, y por su amplia variedad de usos culinarios. Los Lactarius deliciosus (mízcalos), los Rebozuelos, las Colmenillas, los Pleurotos, los Bejines o Cuescos de lobo y los Políporos son los más populares y, en su mayoría, son fáciles de identificar por principiantes. Sin embargo, solo los expertos recolectan especies de los grupos peligrosos, como la Amanita, que incluye algunas de las setas más tóxicas que existen.
Naturalmente, hay abundantes guías de hongos, es decir, guías de campo sobre las distintos hongos. Pero sobre todo en los países eslavos, la habilidad para identificar y preparar hongos comestibles suele transmitirse de generación en generación.
La identificación no es el único elemento en la recolección de setas que requiere práctica. Saber dónde y cuándo buscarlos es necesario. La mayoría de las especies de hongos requieren condiciones muy específicas, por ejemplo,  algunas solo crecen en la base de cierto tipo de árbol. Encontrar una especie deseada que se sabe que crece en una región determinada puede ser un desafío.

### Problemas de seguridad

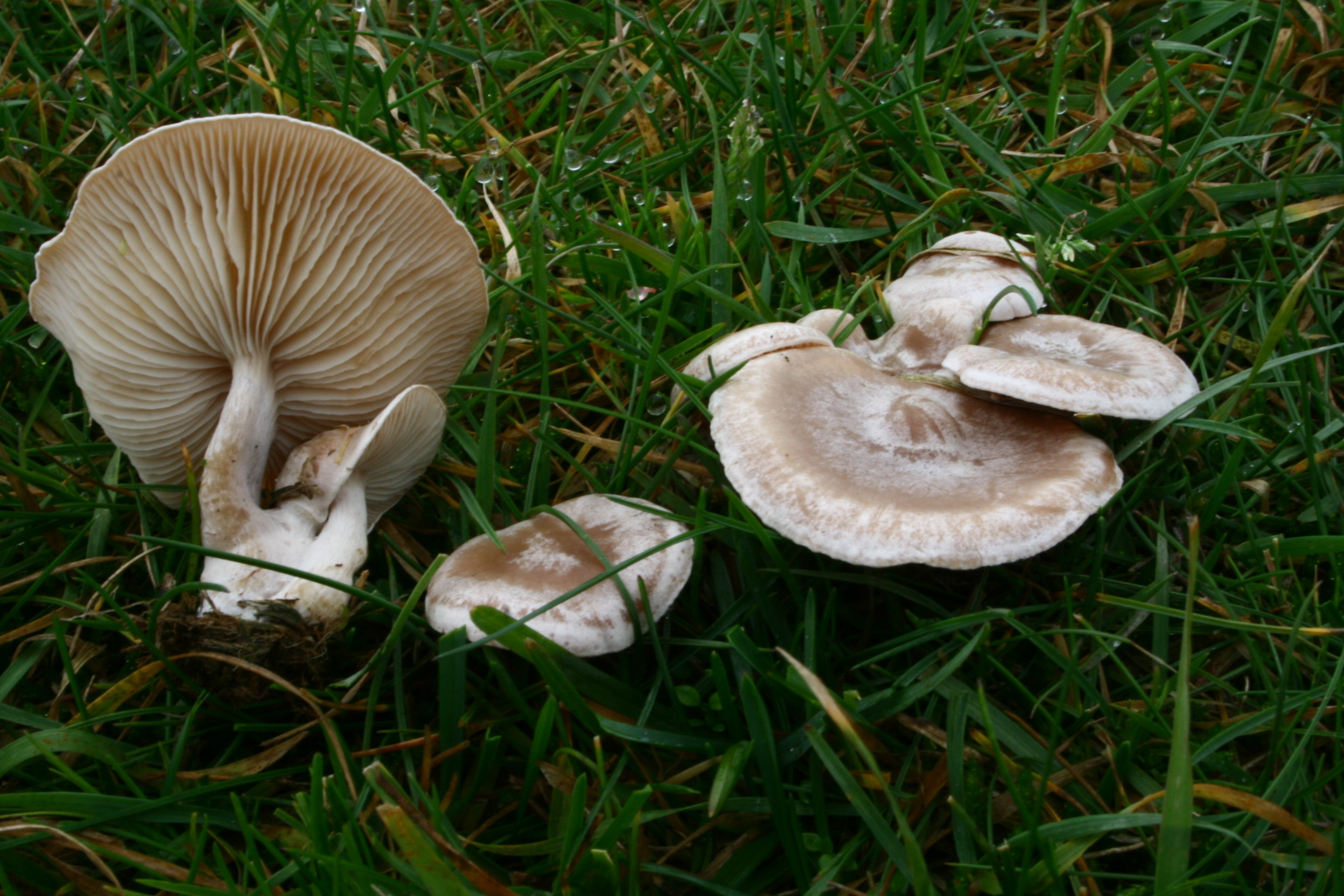
Clitocybe rivulosa es un ejemplo de una especie de hongo mortal a veces confundida con una especie comestible.

Algunos hongos son mortales o extremadamente peligrosos cuando se consumen; véase Hongos venenosos. Otros, aunque no son mortales, pueden causar daños permanentes en ciertos órganos. Se recomienda:
- Solo comer hongos identificados positivamente.
- Identificar los hongos por segunda vez durante la preparación y cocinarlos adecuadamente.
- No mezclar distintos tipos de hongos.
- Conservar una muestra de los hongos dudosos separada del resto, para su análisis en caso de intoxicación.
- Infórmese sobre los hongos mortales que pueden ser muy parecidos a los comestibles. Los "Gemelos mortales" difieren de región en región.
- No recoger hongos que son difíciles de identificar. Esto se aplica especialmente a los hongos del género Amanita o Cortinarius y los "hongos marrones."
- Consumir una mínima cantidad al probar una especie nueva. Las personas reaccionan de manera distinta a las setas diferentes, y todas las especies de hongos pueden causar una reacción adversa, incluso el champiñón común.[1]

### Pequeños hongos marrones

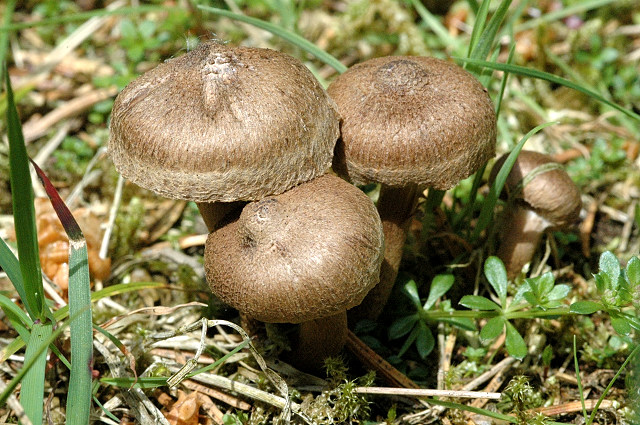
Inocybe lacera es un típico hongo marrón pequeño, y es fácilmente identificable solo por los rasgos distintivos microscópicos.

Pequeños hongos marrones (o LBM (inglés: Little Brown Mushroom)) se refiere a cualquiera de un gran número de especies agáricas, de colores apagados pequeños, con algunas características macro morfológicas distintivas únicas. Como resultado, son difíciles o imposibles de identificar para recolectores de hongos. Los hongueros experimentados pueden distinguir los rasgos de identificación más sutiles que ayudan a identificar el hongo hasta un determinado género o grupo de especies, pero la identificación exacta de LBMs a menudo requiere de un examen minucioso de las características microscópicas, más un cierto grado de especialización en particular.
Para los micólogos, los LBMs son el equivalente de los LGBs ("little grey birds") y DYCs ("damned yellow composite") que son la perdición de los ornitólogos y botánicos, respectivamente.
"Big white mushroom" (o BMW) también se utiliza para describir a grupos agáricos difíciles de identificar más grandes y más pálidos, muchos de los cuales se encuentran en el género Clitocybe.

### Psicotrópicos

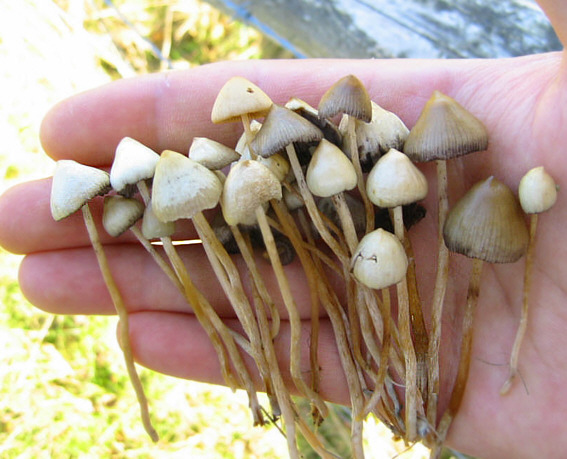
Psilocybe semilanceata es perseguido por sus propiedades psicotrópicas.

Las propiedades psicotrópicas de la Amanita muscaria han sido tradicionalmente utilizadas por los chamanes de Siberia en sus rituales. Sin embargo, su uso para tales fines hoy en día es muy raro, a pesar de su abundancia. En cambio, el Psilocybe semilanceata, el único hongo que contiene psilocibina y que es común en los países eslavos, es buscado por sus propiedades alucinógenas, y es el más preferible, con menos efectos secundarios que los de Amanita muscaria. 
El uso de P. semilanceata se vuelve significativamente complicado por su pequeño tamaño. Se requieren grandes cantidades, y pequeñas cantidades son difíciles de detectar. Otras especies del género Psilocybe son abundantes en el sur y oeste de América, como también en México, donde han sido utilizadas por los chamanes tradicionales por siglos. En el oeste, uno puede con frecuencia ver a recolectores de hongos en los pastizales entre las vacas en una típica postura buscando Psilocybes entre el pasto. Esto puede resultar muy peligroso, ya que muchas especies crecen en el pasto y con frecuencias los aficionados los identifican incorrectamente.
- Amanita muscaria (Мухомор Красный [Mukhomor Krasniy] - Red Fly-Killer; Fly Agaric, Toadstool)
- Psilocybe semilanceata (Псилоциба Сосочковидная [Psilotsiba Sosochkovidnaya] - Nipple-Like Psylocybe; Liberty Cap)

## Importancia regional

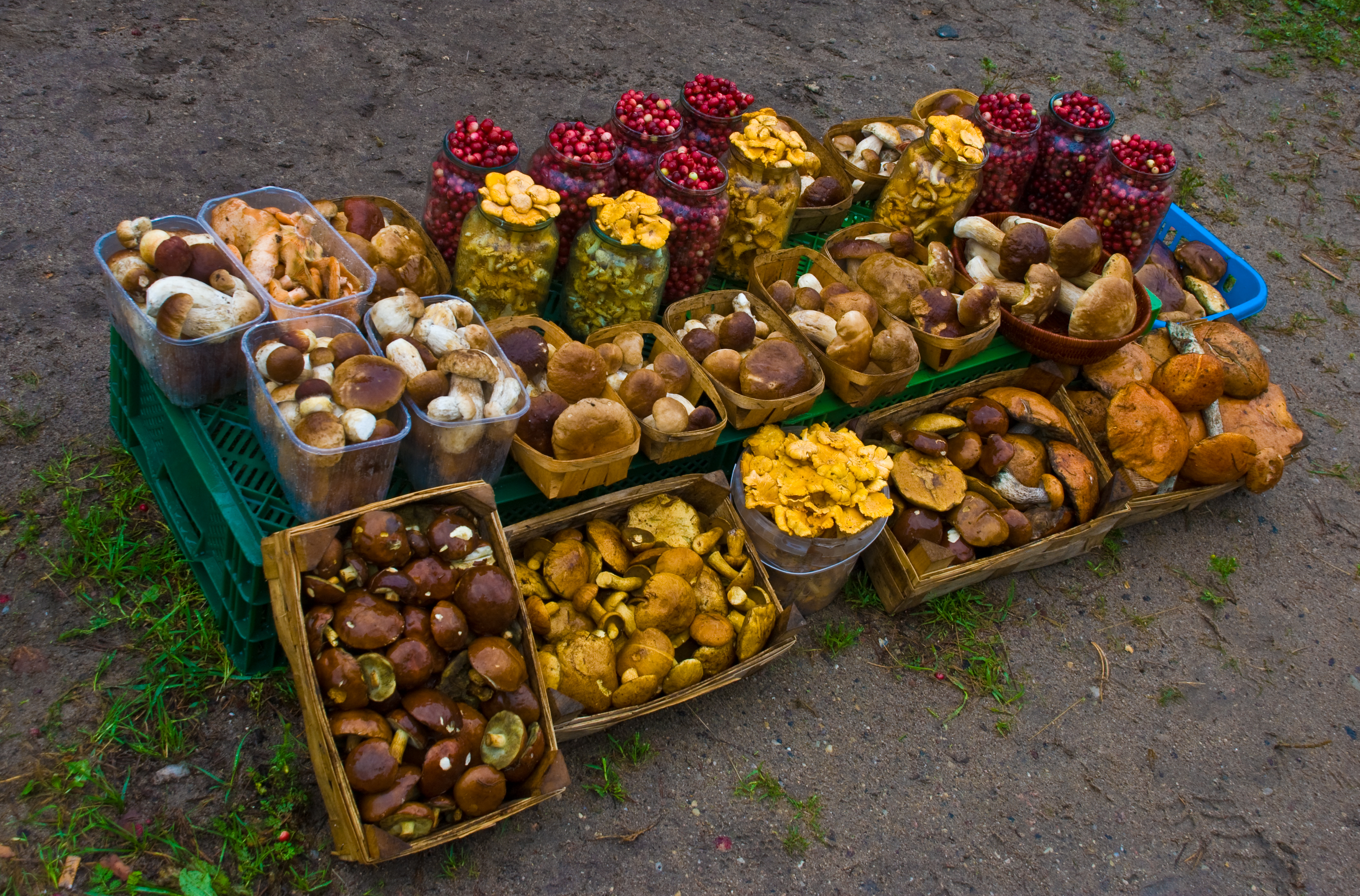
Venta de hongos y bayas recogidas en el Bosque de Dainava, Lituania

- En los Estados Unidos, la búsqueda de hongos es particularmente popular en la zona de los Apalaches y en la costa oeste desde la bahía de San Francisco hacia el norte, a lo largo de la costa del Pacífico, en el norte de California, Oregón, Washington, y muchas otras regiones.
- Los entusiastas británicos gozan hoy de una extendida temporada de recolección que promedia los 75 días en comparación con los 33 de la década de 1950.[3]
- En los países eslavos, como Rusia, Polonia, Ucrania, Croacia, Eslovenia, Eslovaquia, la República Checa y en Lituania, la recolección de hongos es una actividad familiar común. Después de una fuerte lluvia, durante la temporada de hongos, familias enteras suelen aventurarse a los bosques cercanos, llenando cubos enteros de hongos, que al regresar, cocinan y comen en la cena o bien son secados o marinados para su consumo posterior.
- La explotación comercial de hongos silvestres en Canadá se ha convertido en una industria de varios millones de dólares.[4]

### Península ibérica

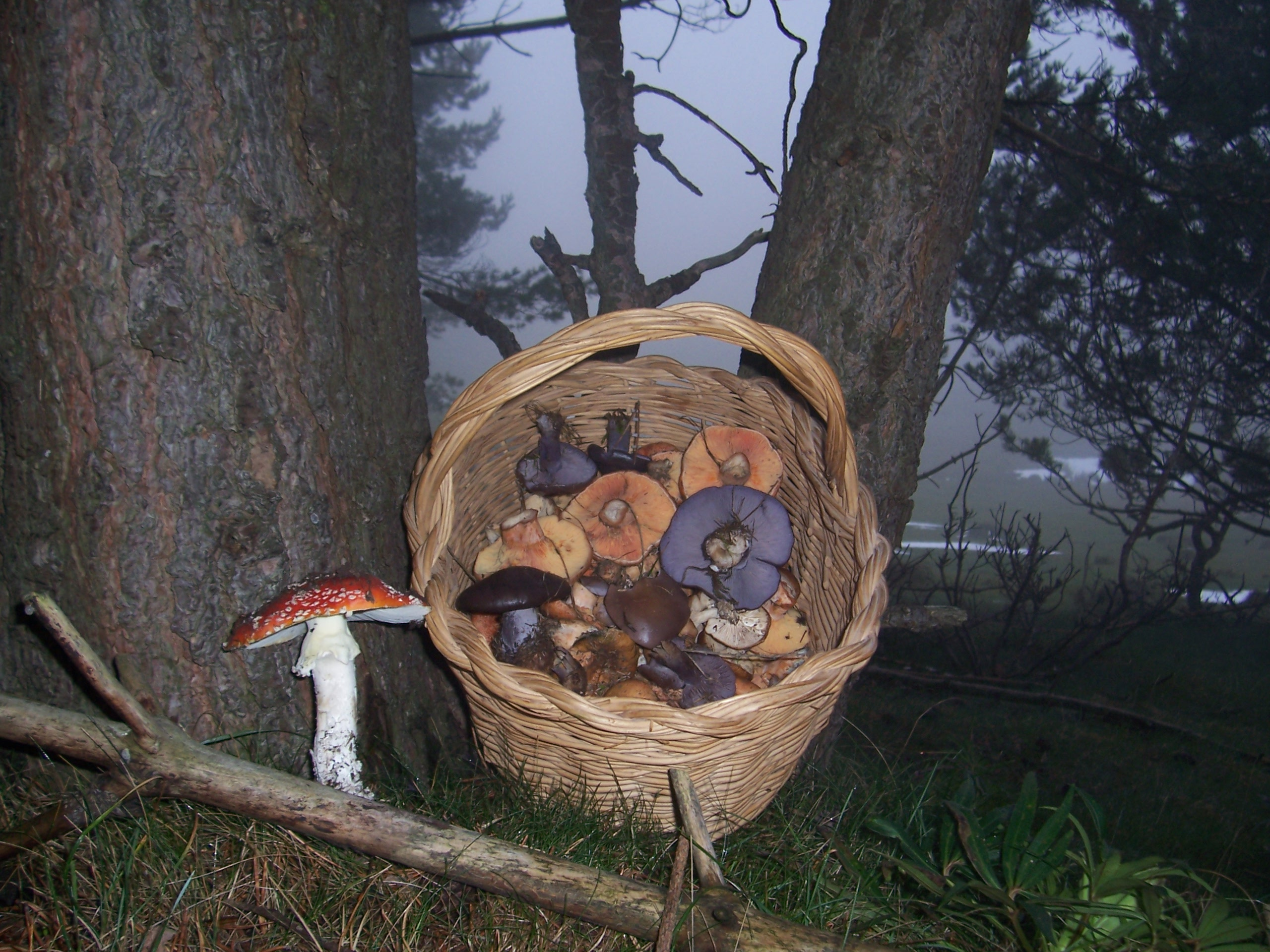
Setas recogidas en Aragón, España

En la península ibérica la búsqueda de hongos es una actividad muy popular en muchas regiones, como en Castilla y León, La Rioja, el País Vasco y Cataluña, donde al recolector de hongos se le dice boletaire. Los recolectores españoles de hongos a menudo mantienen en secreto el lugar de recogida para evitar que otros saqueen la zona para obtener beneficios económicos. Los recolectores pueden ser competitivos, llegando inclusive al engaño para recoger información sobre áreas de recolección. Este tipo de comportamiento no se considera impropio entre españoles, ya que forma parte del sentido innato de la competencia que impregna la sociedad.
La dinámica social de recogida de hongos puede ser muy compleja, y los recolectores más dedicados han establecido reglas tácitas de etiqueta para la actividad. Al igual que los secretos de lugares de pesca, las áreas de recogida de hongos solo pueden ser compartidas entre amigos cercanos, y los recolectores informados esperan que todos sean discretos. Convertirse en el recolector más exitoso de la temporada es un objetivo de todo recolector social, y los recolectores exitosos pueden tener una alta posición dentro de su grupo social. En la España rural, la recolección de hongos es un tema común de conversación en los bares de los pueblos. Familiares o amigos optan por la recolección de hongos como actividad para los viajes de fin de semana, los cuales sirven a menudo como una actividad de unidad.

### Festivales
La popularidad de la recolección de hongos en algunas partes del mundo ha llevado a la creación de festivales, que suelen realizarse entre septiembre y octubre, dependiendo de los hongos disponibles en una región en particular. Los festivales en América del Norte incluyen:
- Aerie Resort en la Isla Vancouver—Great Fall Mushroom Hunt
- Bamfield, Isla de Vancouver—Bamfield Mushroom festival
- Boyne City, Michigan—Annual National Morel Mushroom Festival
- Washington's Long Beach Peninsula—Wild Mushroom Celebration
- Lake Quinault Lodge in Washington's Olympic National Forest—Quinault Rain Forest Mushroom Festival
- Mendocino County (North of San Francisco)--Mushroom Festival
- Madisonville, Texas—Mushroom Festival
- Telluride, Colorado—Fungifest
- Kennett Square, Pennsylvania—Mushroom Festival
- Girdwood, Alaska—Fungus Fair
- Muscoda, Wisconsin-Morel Mushroom Festival
- Eugene, Oregon--Mushroom Festival

### Radiación
La lluvia radiactiva, que cae desde el desastre de Chernóbil, presenta un problema importante para la recolección de hongos en Europa. Debido a la amplia difusión de su micelio, los hongos tienden a acumular más cesio-137 radioactivo que el suelo circundante y que otros organismos. Entes especialistas del Estado (en Bielorrusia es Bellesrad) supervisan y analizan el grado de acumulación de radioisótopos en diferentes especies silvestres de plantas y animales. En particular, Bellesrad alega que свинушка (Paxillus ssp.), Масленок (Suillus ssp.), Моховик (Xerocomus ssp.), Y горькушка (Lactarius rufus) son los peores en este sentido. El más seguro es oпёнок oсенний (Armillaria mellea)
Esto no es solo un problema en Polonia, Bielorrusia, Ucrania y Rusia; las consecuencias también llegaron a Europa occidental y, hasta hace poco, el gobierno alemán desalentaba a la gente recoger ciertos tipos de hongos.

## Normas para la recolección de hongos

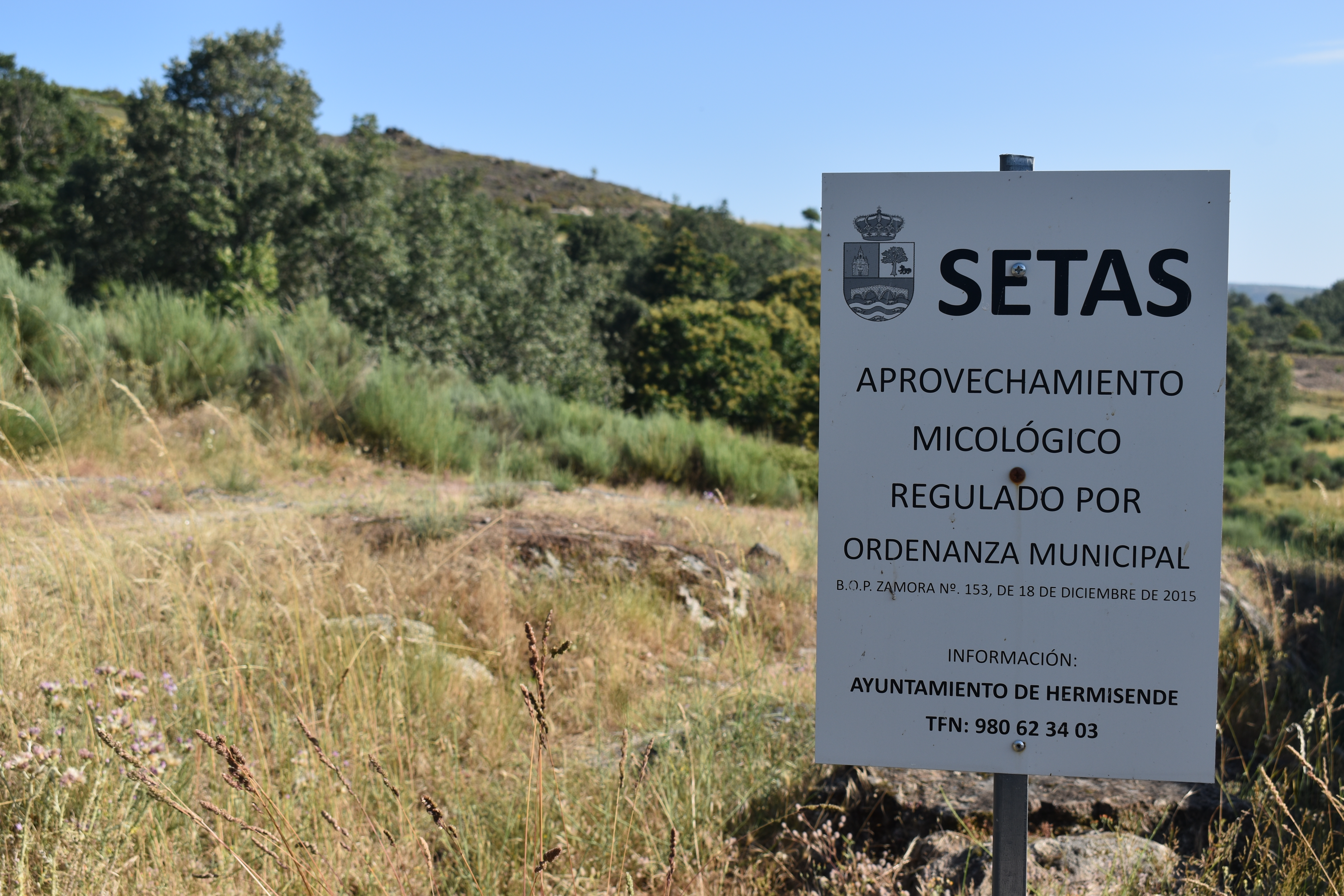
Señal de aprovechamiento micológico en Castromil, Hermisende.

### Prácticas prohibidas en la recolección de hongos
En la recolección de hongos están prohibidas las siguientes prácticas:
- No se debe remover el suelo de forma que se altere o perjudique la capa vegetal superficial, ya sea manual o mecánicamente, a excepción de los hongos hipogeos (trufas, criadillas de tierra,...), para cuya recolección podrá usarse el machete trufero o similares.
- No se deben utilizar herramientas que levanten los mantillos, tales como hoces, rastrillos, escardillos, azadas o cualquier otra herramienta que altere la parte vegetativa del hongo.

### Prácticas adecuadas en la recolección de hongos
La recolección de setas se deberá efectuar siguiendo las siguientes normas:
– Se deben respetar los ejemplares antiguos, rotos o alterados, por su importancia para la expansión de la especie, y también aquellos que no sean motivo de recolección salvo para fines científicos o para el aprendizaje del principiante.
– Los recipientes elegidos por los recolectores para el traslado y almacenamiento de los hongos, deberán permitir la ventilación y, fundamentalmente, la caída al exterior de las esporas. El recipiente más adecuado es la cesta de mimbre o similares.
–  No deben recolectarse hongos durante la noche, ya que se perturba la fauna silvestre de la zona.
– En caso de los hongos hipogeos, el terreno deberá dejarse en las condiciones originales, rellenando los agujeros producidos en la extracción con la misma tierra extraída.

### Hongos venenosos que suelen confundirse con los comestibles

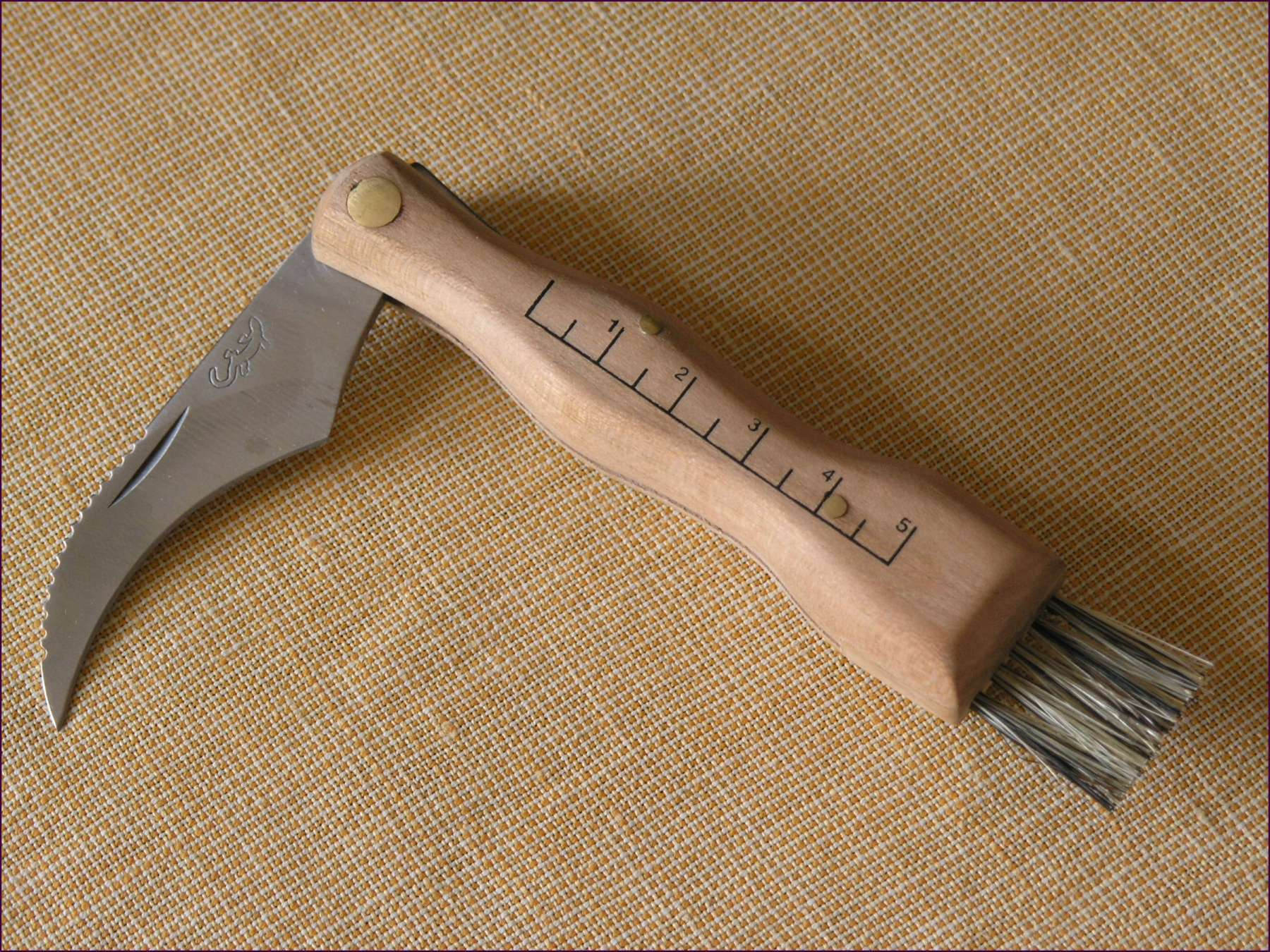
Navaja para cortar setas, con cepillo y regla.

Las buenas guías de hongos llaman la atención sobre las similitudes entre las especies, sobre todo si una especie comestible es similar o frecuentemente confundida con otra que es dañina.
Ejemplos:
1. Los rebozuelos anaranjados o falsos rebozuelos (Hygrophoropsis aurantiaca) pueden parecer rebozuelos reales (Cantharellus cibarius) para el ojo inexperto. Este último no tiene las laminillas fuertes, sino más bien venas romas en la parte inferior. Un error aquí, sin embargo, no sería muy grave, ya que los rebozuelos falsos se consideran comestibles, aunque no sabrosos. Se ha sabido de síntomas con su consumo.[5] La Seta de olivo, en cambio, es a menudo confundido con un rebozuelo y es potencialmente tóxico.
2. Las colmenillas verdaderas se distinguen de las colmenillas falsas (Gyromitra spp. Spp y Verpa.). Las impostoras tienen los sombreros unidos en la parte superior del pie, mientras que las colmenillas verdaderas tienen un sombrero de panal y una sola cámara, hueca y continua.
3. Las Chlorophyllum molybdites inmaduras pueden ser confundidas con hongos Agaricus comestibles.
4. Los bejines inmaduros generalmente son comestibles, pero se debe tener cuidado para evitar especies como la Scleroderma citrinum y Amanitas inmaduras. Estos pueden ser identificados cortando el pelo de lobo en el medio y buscando una gleba reticulada oscura o las estructuras articuladas, no homogéneas de un hongo con laminillas, respectivamente.
5. Conocybe filaris, y algunas especies de Galerina pueden parecerse, y crecen junto a Psilocybe. Psilocybe no es mortal, pero contiene los alcaloides psilocibina y psilocina, que son buscadas a menudo para ser usadas como drogas psicodélicas de recreo. Galerina y Conocybe Filaris por otro lado son muy venenosas.

### Comer especies venenosas
Existen tratamientos para reducir o eliminar la toxicidad de algunas (pero no todas) las especies venenosas hasta el punto en que puedan ser comestibles. Por ejemplo, las colmenillas falsas son mortalmente venenosas cuando se comen crudas o preparadas de forma incorrecta, pero sus toxinas pueden ser reducidas por un método apropiado de sancochado. Preparado de esta manera, este hongo es ampliamente utilizado y considerado un manjar en los países escandinavos, aunque investigaciones recientes sugieren que aún puede haber consecuencias a largo plazo para la salud por comerlo.
Existen falsas reglas en la cultura popular para determinar si una seta es venenosa o no y así, se dice que si una seta la comen los animales es comestible, que las setas cocidas con objetos de plata y que las oscurezcan son venenosas, ...Todas estas reglas son falsas, a veces son válidas pero otras veces no. Lo único que funciona realmente es el conocimiento botánico de todas las especies. Existen multitud de guías en el mercado que nos ayudarán a diferenciar unas de otras.

## Hongos comúnmente reunidos
Las especies comúnmente reunidas, agrupadas por sus taxa orden, son las siguientes:
Las especies de hongos mencionadas en cada grupo se enumeran al final del párrafo con el siguiente criterio:
- Nombre en latín (nombre ruso [transliteración del nombre ruso],  traducción literal del nombre ; nombres comunes en inglés, en su caso).

### Agaricaceae
El género Macrolepiota, por lo general la Macrolepiota procera, y, en menor medida, el M. rhacodes. son muy apreciados, especialmente en Europa, siendo muy agradables y muy grandes, con ejemplares de M. procera de hasta un metro conocidos.
- Agaricus bisporus también conocida como champiñón común. Las ventas de este hongo en el año 1996 alcanzaron los $ 209 millones en Canadá.[7] Otro hongo muy conocido, conocido como el portobello es una variedad marrón grande de este hongo.
- Coprinus comatus (Shaggy Ink Cap) se descompone en tinta, y por lo tanto debe ser preparado poco después de la cosecha y solo deben ser recogidos ejemplares jóvenes. Si bien es una directriz general de la búsqueda de setas, el evitar los ejemplares que crecen en áreas con alto grado de contaminación es especialmente importante con esta familia, ya que es un absorbente de contaminantes muy eficaz.
- Macrolepiota procera (Зонтик Пёстрый [Zontik Pyostriy] - Paraguas colorido; The Parasol Mushroom)

### Amanitaceae
Mientras que la familia de las Amanitas debe abordarse con sumo cuidado, ya que contiene las letales Amanita phalloides y Amanita virosa, los seguros de sus habilidades con frecuencia perciben la Amanita rubescens, que es muy apreciada en Europa y en mucha menor medida en Rusia, cuenta por parte de algunos no es del gusto superior, sino a su relación con la Amanita caesarea, que no se encuentra en Rusia, pero que era considerada un manjar digno del emperador en la Antigua Roma.
- Amanita rubescens (Мухомор Серо-Розовый [Mukhomor Sero-Rozoviy] - Matamoscas Gris-Rosa; European blusher)
- Amanita caesarea (Цезарский Гриб [Tsezarskiy Grib] - Seta del César)

### Boletaceae

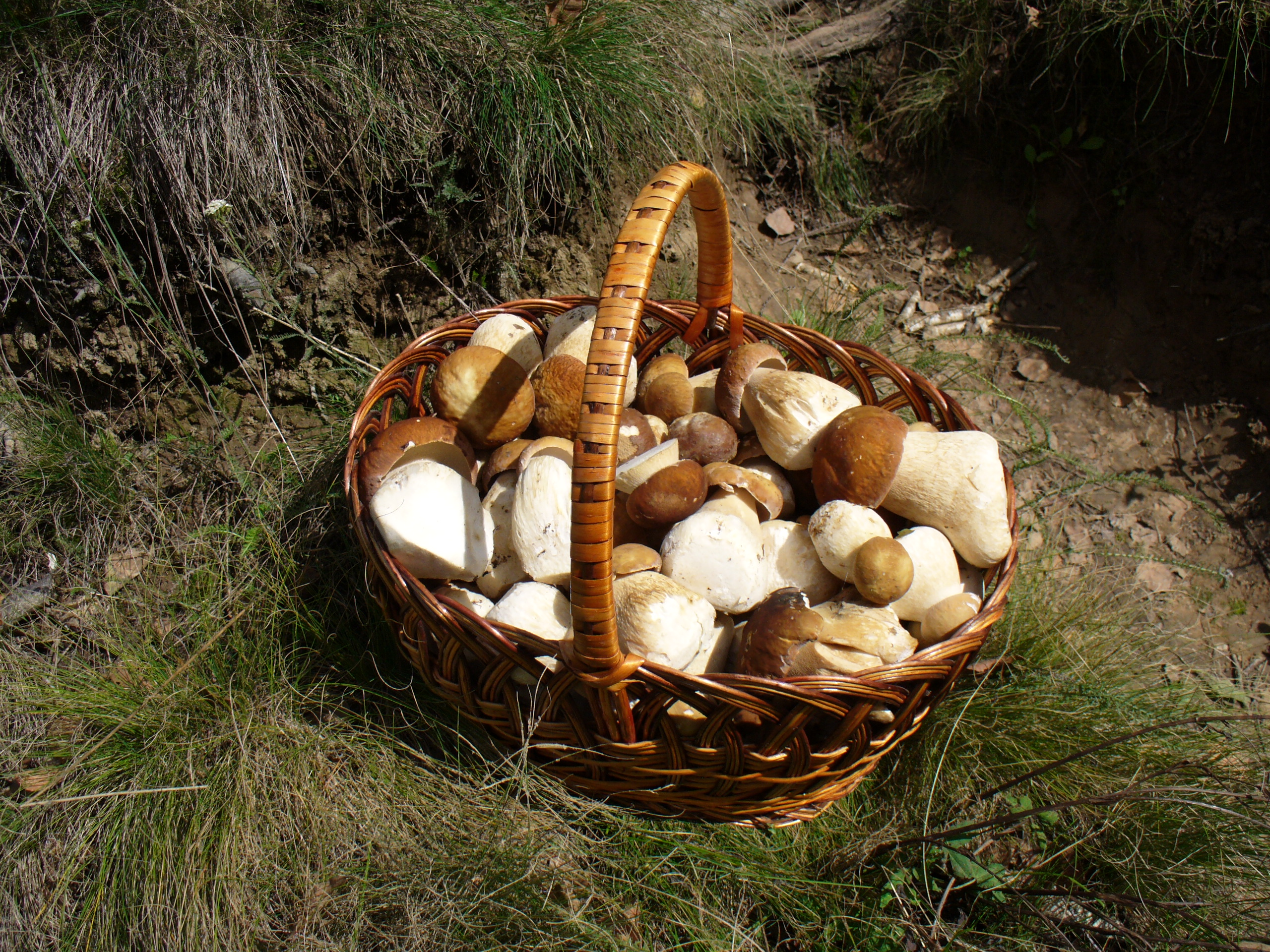
Una colección de Boletus edulis

Este orden es a menudo visto como el orden de las setas "nobles", conteniendo algunas especies venenosas, identificables con relativa facilidad, y con sabor superior. La especie más notable es el Boletus edulis, el "rey de setas", una hermosa, casi legendaria, seta relativamente rara, comestible en casi cualquier forma (incluso en crudo), y comúnmente considerada la seta de mejor sabor. (Nota: No confunda el nombre ruso, literalmente "hongo blanco", con los Champiñones, a menudo conocidos en inglés como "white mushrooms".)
- Boletus edulis (Белый Гриб [Beliy Grib] - Hongo blanco; Borowik szlachetny, Porcino, King Bolete, Cep, Steinpilz)

La familia Leccinum incluye dos especies bien conocidas de hongos llamados como los árboles al lado de los que pueden ser encontrados normalmente. El Leccinum aurantiacum (así como la Leccinum versipelle), que se encuentra debajo de los álamos, y el Leccinum scabrum (así como el L. holopus), que se encuentra debajo de los abedules. Las especies secundarias mencionadas, son significativamente diferentes solamente en el color del sombrero. Ambos tipos son muy buscados, al ser muy agradables y hermosos, aunque son más comunes que el B. edulis.
- Leccinum aurantiacum (Подосиновик Красный [Podosinovik Krasniy] - Red Under-Aspen; Red-capped scaber stalk)
- Leccinum scabrum (Подберёзовик Обыкновенный [Podberyozovik Obiknovenniy] - Common Under-Birch; Birch bolete)

La familia Suillus, caracterizada por su sombrero viscoso, es otra seta apreciada, siendo Suillus luteus y Suillus granulatus sus variedades más comunes, y mientras que es abundante en algunas partes de Eurasia, es una rara ocurrencia en otras. Es fácil de identificar y muy sabrosa.
- Suillus (Маслёнок [Maslyonok] - Hongo mantecoso; The Slippery Jack, Butter Mushroom)

El género Xerocomus generalmente se considera un grupo de hongos menos deseable (aunque la mayoría comestibles), debido al común crecimiento de abundante moho en sus sombreros, lo que puede hacerlos venenosos. El Xerocomus badius, sin embargo es una excepción, siendo moderadamente solicitados, especialmente en Europa. Tenga en cuenta que algunas clasificaciones científicas ahora consideran las especies del género Xerocomus como miembros de Boletus.
- Xerocomus (Моховик [Mokhovik] - Hongo musgo; Mossiness Mushroom)
- Xerocomus badius (Польский Гриб [Polskiy Grib] - Hongo polaco)

### Cantharellaceae

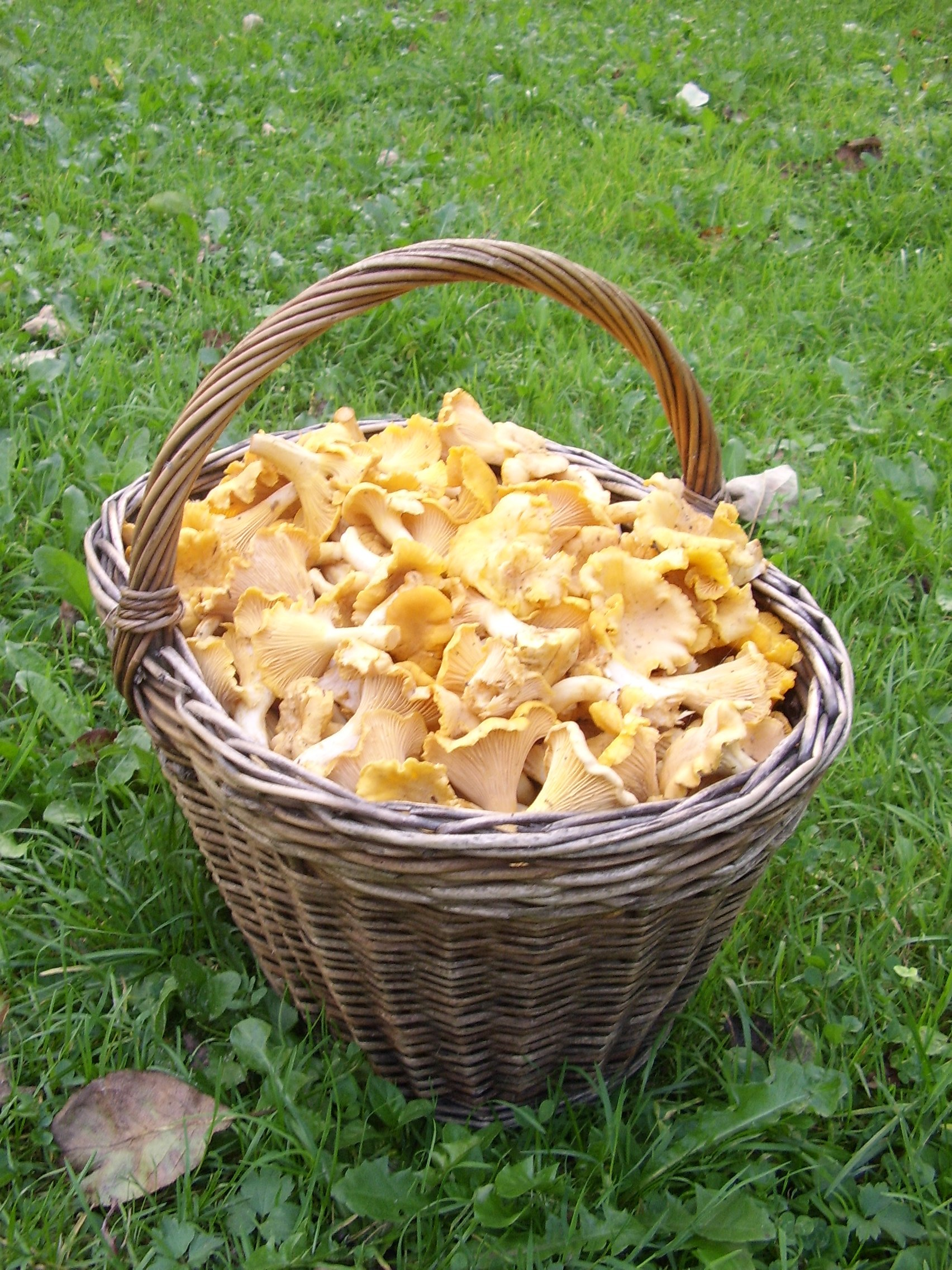
Rebozuelos

El Cantharellus cibarius, una seta común y popular, especialmente en Europa, es una opción comestible y una seta única. Es muy raramente infestada por gusanos o larvas, tiene una apariencia única, y cuando se descompone, las partes descompuestas son fácilmente distinguibles y separables de las que son comestibles.
- Cantharellus cibarius (Лисичка Обыкновенная [Lisichka Obiknovennaya] - Common Little-Fox; Chanterelle, Yellow Chanterelle)

### Helvellaceae
La Gyromitra esculenta se considera tóxica, pero puede ser consumida si se seca y se almacena durante más de un año, de acuerdo a la literatura eslava, y se puede utilizar para complementar o sustituir a la colmenilla (ver Morchellaceae abajo), mientras que la literatura occidental afirma que incluso los gases de los hongos son peligrosos. Es similar a las comenillas, tanto en apariencia como en sabor.
- Gyromitra esculenta (Строчок Обыкновенный [Strochok Obiknovenniy] - No hay traducción; False Morel, Beefsteak morel, Lorchel)

### Morchellaceae

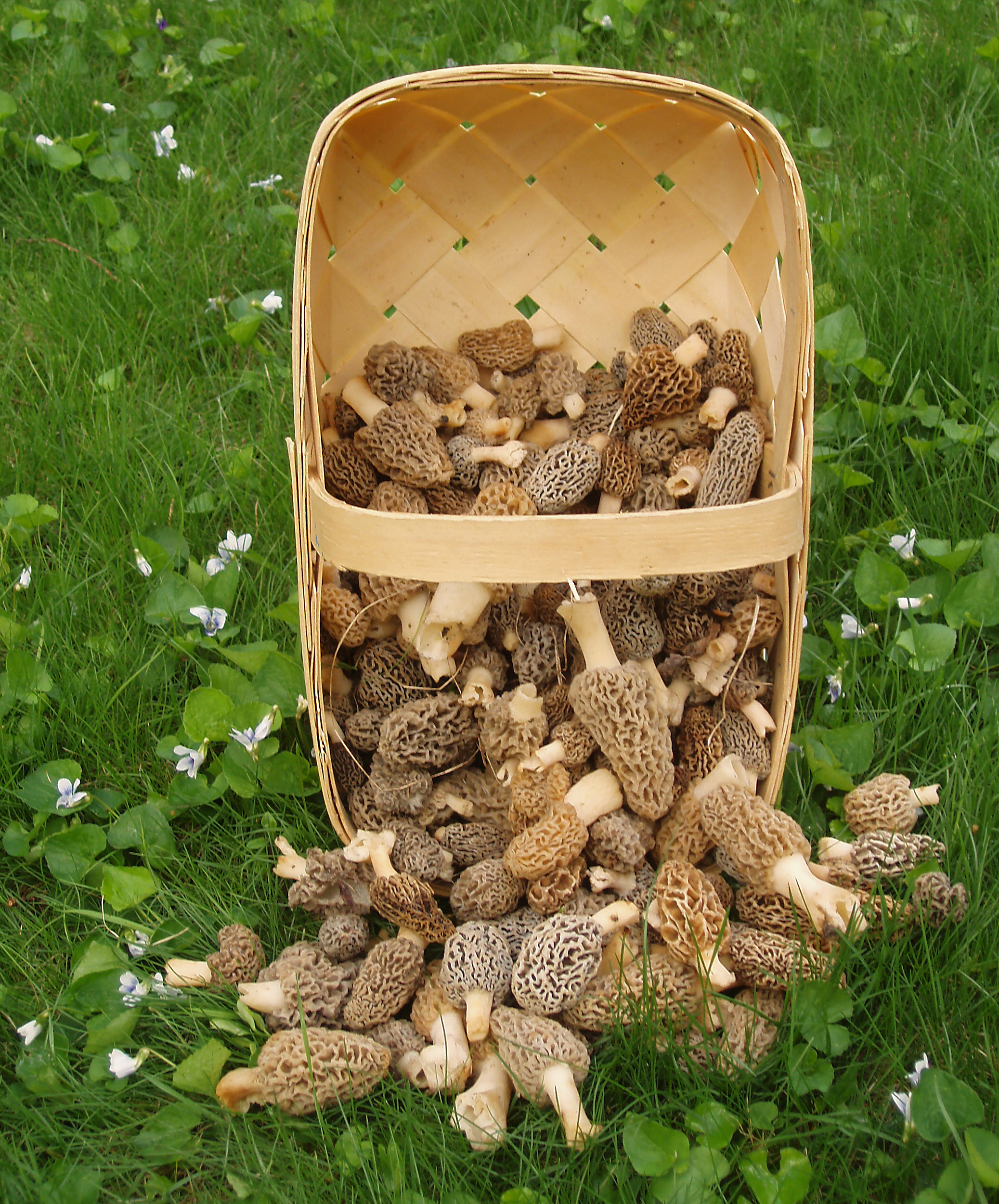
Una cesta de colmenillas

La Colmenilla, Morchella esculenta es muy apreciada en Europa Occidental, India y América del Norte. Es mucho menos apreciada en los países eslavos, donde, al igual que el Gyromitra esculenta, se considera marginalmente comestible con sabor mediocre. Hervir las setas y desechar el agua se recomienda a menudo.
- Morchella esculenta (Сморчок Обыкновенный [Smorchok Obiknovenniy] - Hongo encogido común; Morel, Yellow morel)

### Lactarius
Los miembros del género Lactarius, como su nombre indica, sueltan un líquido lechoso cuando están heridos y son burlados a menudo por la literatura occidental. El Lactarius deliciosus es sin embargo considerado como uno de los hongos más sabrosos en la cultura eslava, comparable al Boletus edulis. También son consideradas como igualmente apetecibles las especies Lactarius necator y especialmente Lactarius resimus. Puede ser necesario sin embargo un tratamiento térmico en algunos casos. Un poco menos atractiva debido a su sabor amargo es el Lactarius pubescens.
- Lactarius deliciosus (Рыжик [Rizhik] - Redcap; Saffron Milk-Cap)
- Lactarius resimus (Груздь Настоящий [Gruzd Nastoyashiy] - True Milk-Cap; Pepper Cap)
- Lactarius necator (Груздь Чёрный [Gruzd Chyorniy] - Black Milk-Cap; Black Pepper Cap)
- Lactarius pubescens (Волнушка Белая [Volnushka Belaya] - White Wavy Mushroom; Wooly Milk-Cap)

Hay un proverbio ruso: "Si te llamas a ti mismo gruzd, entonces entra en la canasta", que alienta a las personas que se jactan demasiado de sí mismos a hacer realmente un trabajo. Gruzd significa un hongo valioso.

### Russulaceae
La familia Russula incluye más de 750 especies y es uno de los hongos más comunes y abundantes en Eurasia. Los colores de sus sombreros incluyen rojo, marrón, amarillo, azul y verde y pueden ser fácilmente reconocidos. La especie Russula vesca , una de las muchas variedades de sombrero rojo, es una de las más comunes, es bastante aceptable y se puede comer cruda. Las Rúsulas comestibles tienen un sabor suave, en comparación con muchas otras especies no comestibles / venenosas que tienen un fuerte sabor picante o amargo. La Russula emetica (The Sickener) es conocida por causar malestar gastrointestinal y tiene un sabor muy picante cuando un trozo pequeño se coloca en la lengua. Debido a su abundancia son, sin embargo, a menudo consideradas como un hongo inferior para la búsqueda. Tenga en cuenta que las setas no se deben comer crudas sin una limpieza adecuada y la eliminación de todos los insectos y la descomposición.
- Russula vesca (Сыроежка Пищевая (Siroyezhka Pischevaya) - Raw-Edible Mushroom; Russula)

### Tricholomataceae
- Armillaria (Опёнок Осенний [Opyonok Osenniy] - Autumn Stump-Grower; The Honey Mushroom, Shoestring Rot). El género Armillaria, con las populares especies A. gallica y A. mellea, que son tan similares que rara vez se diferencian, son hongos sabrosos, muy abundantes. Generalmente se encuentran en tocones de árboles en descomposición, crecen en grandes cantidades y son fáciles de detectar e identificar, podría decirse que reducen la diversión y el desafío de buscar setas.

- Pleurotus ostreatus (Вешенка Устричная [Veshenka Ustrichnaya] - Oyster-Like Hanging Mushroom; The Oyster Mushroom). Es el hongo arborícola más comúnmente elegido y es menudo también cultivado artificialmente para la venta en tiendas de comestibles. Este resistente hongo puede ser muy aceptable cuando es joven. El cultivo de estos hongos en el hogar puede ser una empresa rentable y algunos rusos participan en la actividad.

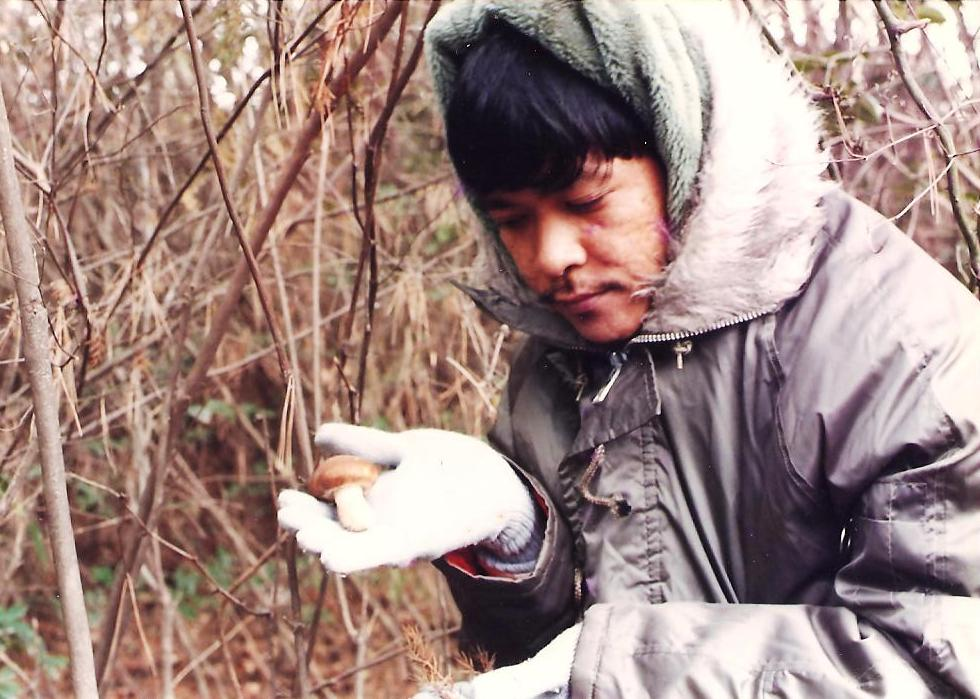
Matsutake, la seta de pino altamente codiciada, se encuentra en los bosques de coníferas en Hiroshima en otoño

- Tricholoma matsutake - = sin. T. nauseosum, el raro hongo del pino rojo el cual tiene un aroma muy fino. Su innegable fragancia es a la vez dulce y picante. Crecen bajo los árboles y por lo general ocultos bajo las hojas caídas o la capa de mantillo. Forma una relación simbiótica con las raíces de un número limitado de especies de árboles. En Japón está más comúnmente asociado con el pino rojo japonés. Sin embargo, en el noroeste del Pacífico se encuentra en bosques de coníferas de abeto Douglas, el abeto noble, el pino de azúcar, y el pino ponderosa. Más al sur, también se asocia con maderas duras, a saber, Tanoak y bosques de madroños. El Noroeste del Pacífico y otras regiones templadas similares a lo largo de la costa del Pacífico también tienen una gran hábitat producciendo de estos y otros hongos silvestres de calidad. En 1999, N. Bergius y Danell E. informaron que el matsutake sueco (Tricholoma nauseosum) y el japonés (T. matsutake) son la misma especie. El informe despertó la importación desde el norte de Europa a Japón por el aroma y el sabor comparables. Matsutake son difíciles de encontrar y por lo tanto muy caros. Por otra parte, las producciones nacionales de matsutake en Japón se han reducido considerablemente en los últimos cincuenta años debido a un nematodo del pino, el Bursaphelenchus xylophilus, y esto ha influido en el precio mucho. La cosecha anual de matsutake en Japón desde entonces se ha reducido aún más. El precio de matsutake en el mercado japonés depende en gran medida fe la calidad, la disponibilidad y el origen. El matsutake del Japón a comienzos de la temporada, que es el grado más alto, puede llegar hasta $ 2.000 por kilogramo, mientras que el valor promedio del matsutake importado de China, Europa y los Estados Unidos es de solo $ 90 por kilogramo.[8]

- El Tricholoma magnivelare es un hongo muy apreciado en América del Norte. Columbia Británica exporta grandes cantidades de esta seta en el extranjero a Asia, donde está en alta demanda.[9]

## Léase más
- Edible and Medicinal Mushrooms of New England and Eastern Canada (2009) ISBN 978-1-55643-795-3 (1-55643-795-1)
- Edible Wild Mushrooms of North America: A Field-to-kitchen Guide (1992) ISBN 0-292-72080-0
- Mushrooms of Northeastern North America (1997) ISBN 0-8156-0388-6
- All That the Rain Promises, and More (1991) ISBN 0-89815-388-3
- Mushrooms Demystified: A Comprehensive Guide to the Fleshy Fungi (1986) ISBN 0-89815-169-4
- 100 Edible Mushrooms: With Tested Recipes(2007) ISBN 0-4720-3126-0
- North American Mushrooms: A Field Guide to Edible and Inedible Fungi (2006) ISBN 0-7627-3109-5
- How to Identify Edible Mushrooms (2007) ISBN 0-0072-5961-1
- Mushrooming Without Fear (2007) ISBN 1-6023-9160-2
- The Mushroom Rainbow: Only the most delicious or deadly mushrooms sorted by color (2011) ISBN 978-0-98694-090-3 (0986940909)